# Eurytoma padi
Eurytoma padi är en stekelart som beskrevs av Vereshchagin 1953. Eurytoma padi ingår i släktet Eurytoma och familjen kragglanssteklar. Inga underarter finns listade i Catalogue of Life.